# Louis Bourgeois
|  | Per a altres significats, vegeu «Louis Thomas Bourgeois». |

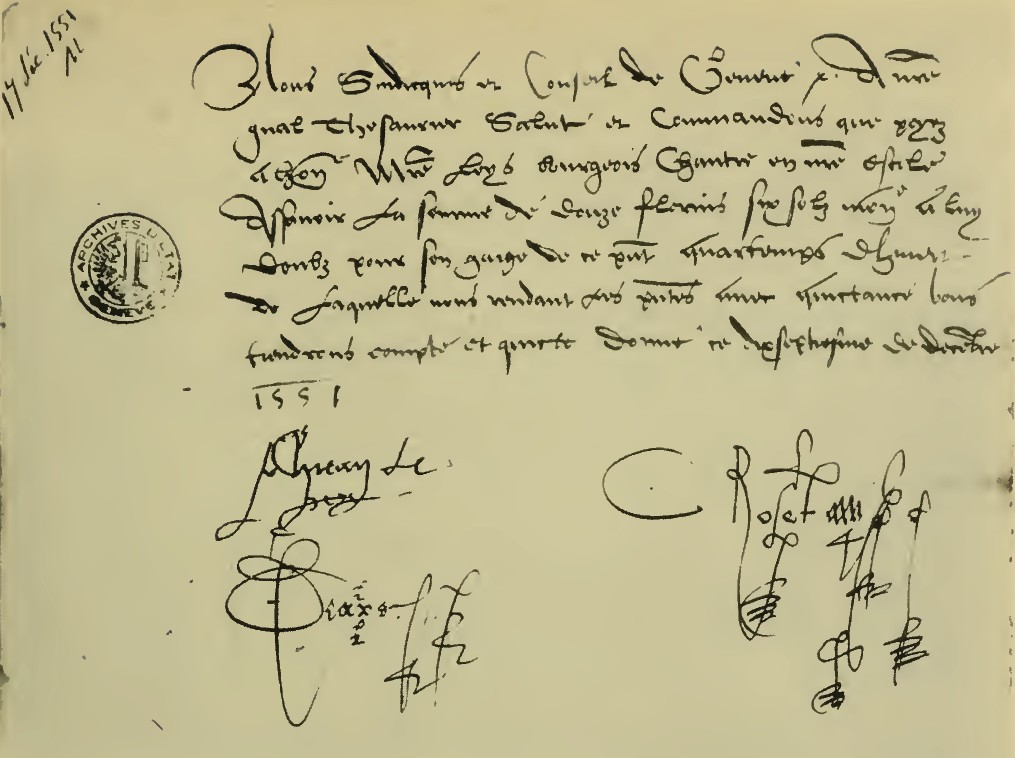
Signatura en un document de Louis Bourgeois.

Louis Bougeois (París, ~1510 - 1560) fou un compositor francès. Les seves obres tingueren i conserven importància dintre del culte protestant, puix encara se'n usen avui alguns salms, els quals es canten amb lleugeres modificacions.
Es donà conèixer per la publicació d'algunes composicions profanes a quatre veus, de les que en figuren tres en el Parangon des chansons, cinquieme livre (Lió, 1538). Se cenyí a la reforma, i es traslladà a Ginebra (1541), assolint la plaça de chantre de Sant Pere (1545) i el títol de ciutadà d'aquella ciutat (1547). Figurà per aquella època entre els primers compositors de salms harmonitzats a quatre parts, dels que n'escriví i publicà un gran nombre simultàniament en dues col·leccions titulades, respectivament Cinquante Pseaulmes de David, roy et prophéte, traduïts en vers francès per Cl. Marot et mis en musique per Loys Bourgeois, a quatre parties, à voix de contrepoinct égal, etc., (Lió, 1547), i Le premier livre des Pseaulmes de David, contenant XXIV pseaulmes. Composez en diversites de musique, asçavoir, familiere ou vaudeville, et autres plus musicales (Lió, 1547).
Després publicà el mètode de cant Le droit chemin de musique (Ginebra, 1550), del qual se'n conserven alguns exemplars datats a Lió en el mateix any. L'any següent posà música als 34 salms primer d'en Bèze, pel qual el Consell de la ciutat l'empresonà per haver modificat el cant d'aquelles composicions sense prèvia llicència, però mercès a la protecció d'en Calví fou alliberat en 24 hores.
Poc temps després abandonà Ginebra per tornar a París, segons se'n desprèn d'una anotació que apareix en els llibres de contes d'Enric II de França, en els que hi figura una partida a favor d'un Loys Bougeois com a conseiller et premier chantre de la chambre. En la seva ciutat natal, publicà una altra obra titulada: Quatre vingt trois Pseaulmes de David en musique (fort convenables aux instruments) à quatre et cinq parties, etc. (1561).